# That Forsyte Woman
 That Forsyte Woman és una pel·lícula estatunidenca dirigida per Compton Bennett, estrenada el 1949.

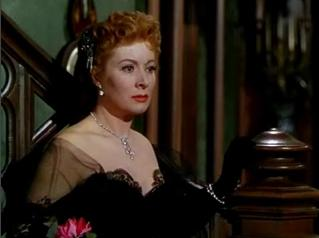
Greer Garson

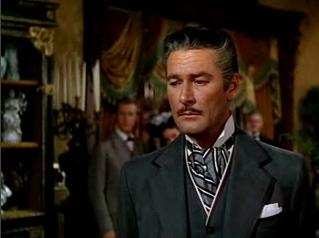
Errol Flynn

## Argument
L'amor entre els Forsyte és estrany, ple de tradició i malenconia en aquest film en la rígida era victoriana i els vestigis d'una societat malalta. El Forsyte, i Soames Forsyte Irene és un matrimoni de coveniència. El jove Jolyon Forsyte és una ovella negra que es va escapar amb la criada després de la mort de la seva esposa. L'adolescent Janet Forsyte ha trobat l'amor amb un artista, Phillip Bosseny. Les interaccions d'aquests Forsyte i el poble i la societat que els envolta és la bastida d'aquesta història d'amor ambientada en l'època victoriana.

## Repartiment
- Errol Flynn: Soames Forsyte
- Greer Garson: Irene Forsyte
- Walter Pidgeon: El jove Jolyon Forsyte
- Robert Young: Philip Bosinney
- Janet Leigh: June Forsyte
- Harry Davenport: El vell Jolyon Forsyte
- Aubrey Mather: James Forsyte
- Gerald Oliver Smith: Wilson
- Lumsden Hare: Roger Forsyte
- Stanley Logan: Swithin Forsyte
- Halliwell Hobbes: Nicholas Forsyte
- Matt Moore: Timothy Forsyte
- Florence Auer: Ann Forsyte Heyman
- Phyllis Morris: Julia Forsyte Small
- Marjorie Eaton: Hester Forsyte
- Lilian Bond (no surt als crèdits): La serventa del vell Jolyon

## Nominacions
- 1951 − Oscar al millor vestuari per Walter Plunkett i Valles

## Al voltant de la pel·lícula
- The Forsyte Saga és igualment un fulletó televisat britànic difós el 1967.